# Réarrangement de Newman-Kwart
Le réarrangement de Newman-Kwart  (parfois aussi « réarrangement thiono-thiolo ») est une réaction de réarrangement dans laquelle, à température élevée ou sous catalyse, un groupe aryle d'un O-arylthiocarbamate (thionuréthane, ArOC(=S)NRR') migre depuis l'atome d'oxygène vers l'atome de soufre, formant un S-arylthiocarbamate (thioluréthane, ArSC(=O)NRR'),,. Cette réaction est nommée d'après les chimistes américains Melvin Spencer Newman et Harold Kwart qui l'ont observés pour la première fois sur des thiocarbamates en 1966. Une réaction similaire avait cependant déjà été observée sur les esters de thioacides par le chimiste allemand Alexander Schönberg (de) en 1930,.

## Mécanisme
Le réarrangement de Newman-Kwart suit un mécanisme intramoléculaire ; il se passe via un état de transition présentant un cycle à quatre atomes, :

## Utilisation
Le réarrangement de Newman-Kwart est l'une des plus importantes voies de synthèse de thiophénols. Un phénol (1) est deprotoné par une base forte, telle que le DABCO ou NaH  puis réagit avec un chlorure de thiocarbamoyle (2) pour former un O-arylthiocarbamate (3). Chauffer ce dernier aux alentours de 250 °C (ou chauffer vers 100 °C en présence d'un catalyseur au palladium)  permet de déclencher le réarrangement de Newman-Kwart pour former un S-arylthiocarbamate (4). Une hydrolyse en milieu alcalin permet d'obtenir le thiophénol (5).